# Fingersvamp

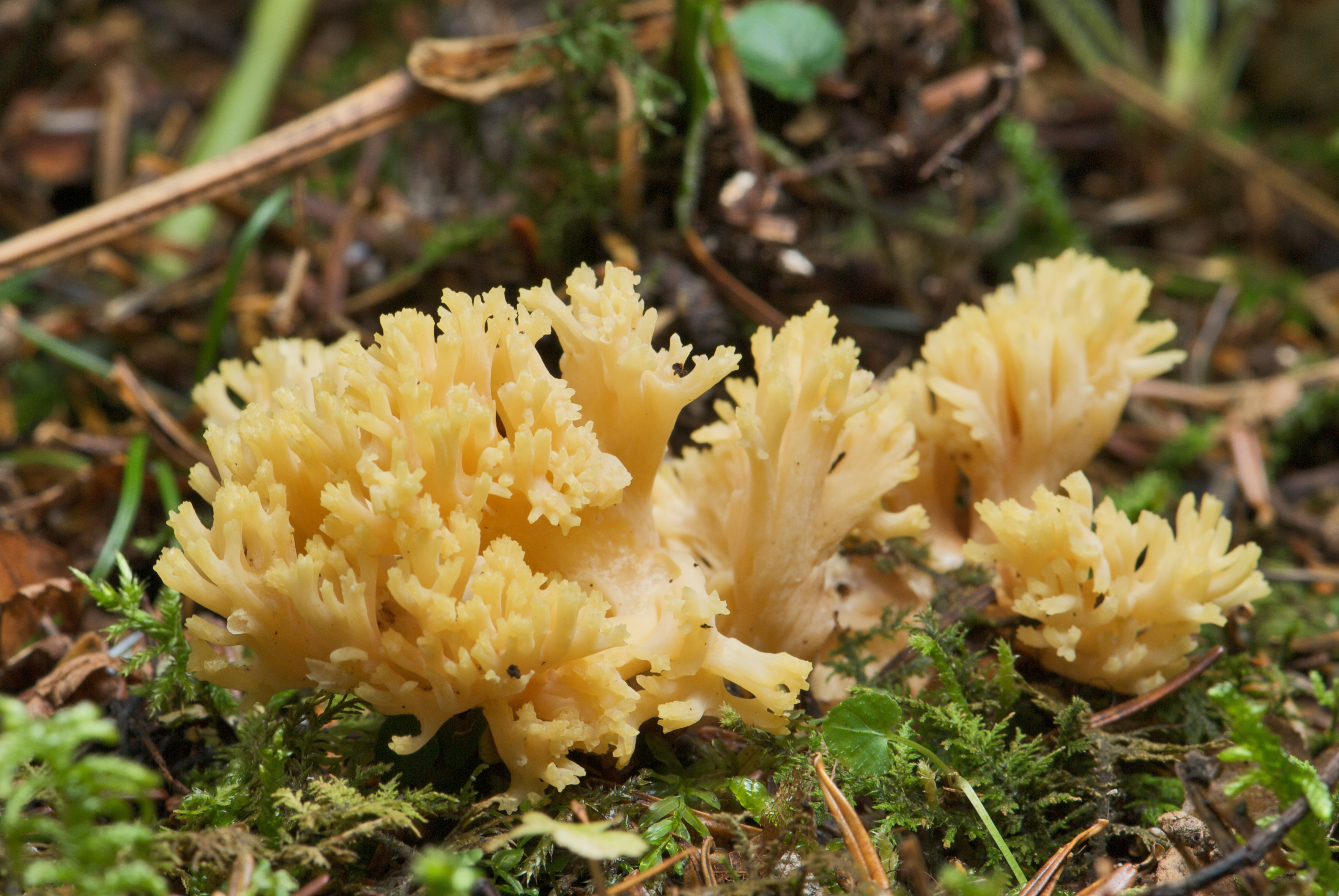
En gul svamp i släktet Ramaria, korallfingersvampar.

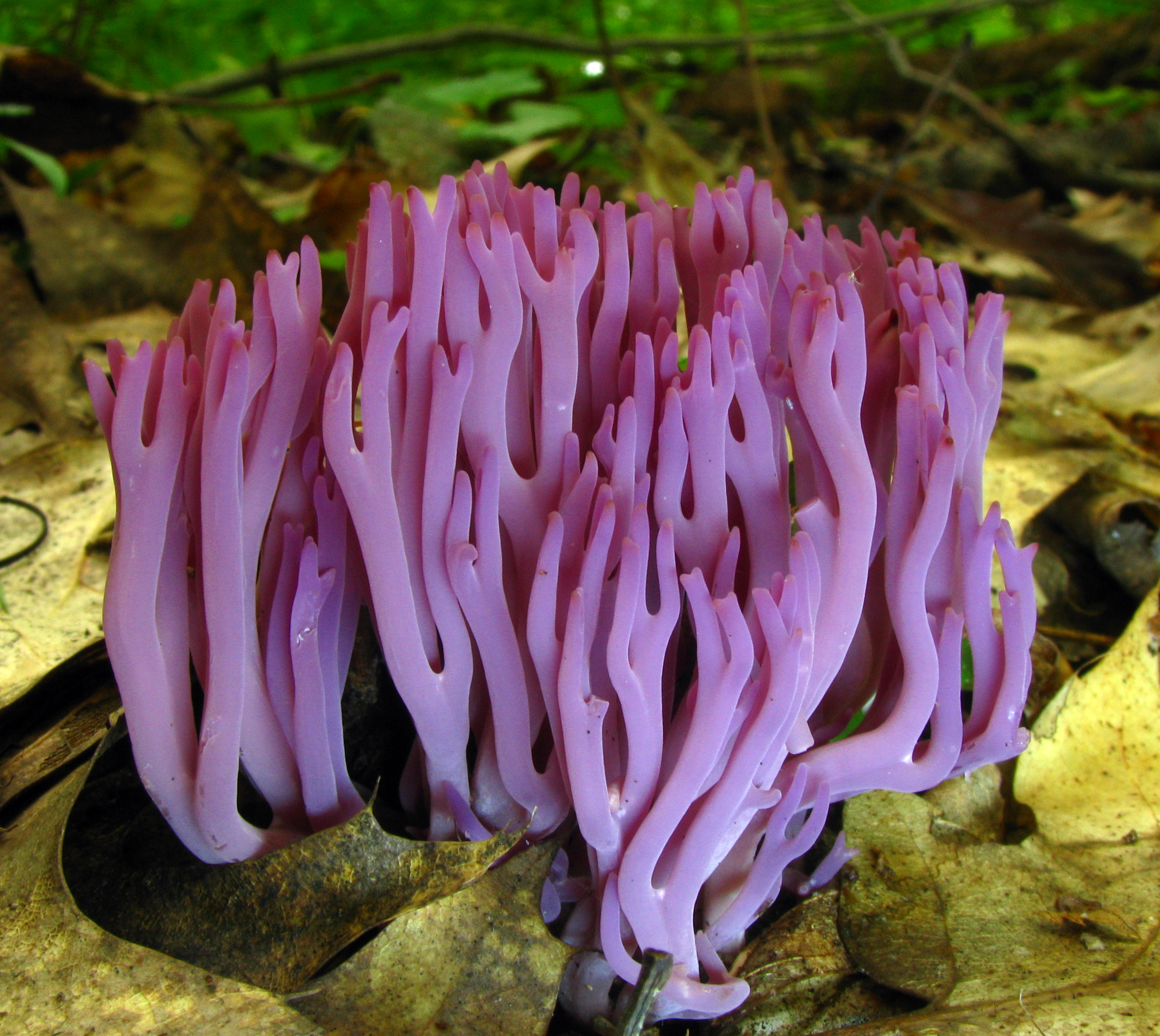
Violett fingersvamp.

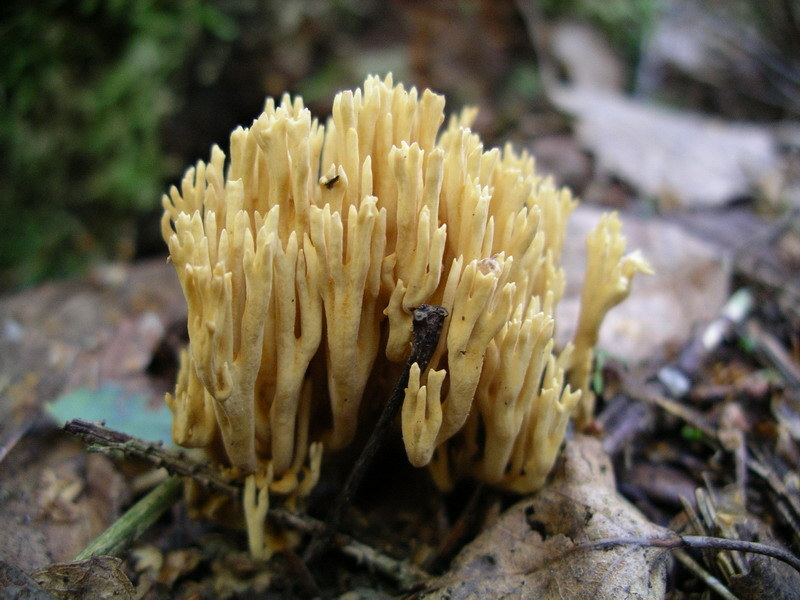
Blånande fingersvamp, Ramaria abietina.

Fingersvampar kan även användas som benämning specifikt för familjen Clavariaceae eller släktet Clavaria.
Fingersvampar är en samlande benämning på en rad släkten av basidsvampar som inte sinsemellan är nära släkt. Benämningen fingersvampar utgår primärt från utseendet. Fingersvamparnas fruktkroppar står rakt upp och är oftast mer eller mindre förgrenade. De kan likna allt ifrån bjärt färgade små pinnar till korall eller blomkål. Basidierna, där basidiesporerna bildas, är långsmala och sitter jämnt fördelade utanpå fruktkropparna. Många av arterna lever på död ved och är nedbrytare medan andra bildar mykorrhiza.
Till gruppen förs vanligen släktena Clavaria, Clavulina, Clavicorona, Clavulinopsis, Macrotyphula, Ramaria och Ramariopsis. 

## Några arter som räknas som fingersvampar
- Anisfingersvamp
- Aprikosfingersvamp
- Blek fingersvamp
- Blånande fingersvamp
- Druvfingersvamp
- Fläckfingersvamp
- Granfingersvamp
- Gul fingersvamp
- Gultoppig fingersvamp
- Grå fingersvamp
- Gröntoppig fingersvamp
- Hagfingersvamp
- Kamfingersvamp
- Lilafotad fingersvamp
- Ljus ängsfingersvamp
- Luddfingersvamp
- Lömsk fingersvamp
- Maskfingersvamp
- Praktfingersvamp
- Rak fingersvamp
- Rynkad fingersvamp
- Rökfingersvamp
- Snövit fingersvamp
- Violett fingersvamp
- Ängsfingersvamp